# Ланцано (Милано)
Ланцано је насеље у Италији у округу Милано, региону Ломбардија.
Према процени из 2011. у насељу је живело 137 становника. Насеље се налази на надморској висини од 95 м.